# باولو نيجرو
باولو نيجرو (بالإيطالية: Paolo Negro)‏ (16 أبريل 1972 إيطاليا - ) هو لاعب كرة قدم إيطالي، شارك في بطولة أمم أوروبا 2000.

## مسيرته الكروية
لعب باولو نيجرو خلال مسيرته الاحترافية مع 4 أندية في ثمانية عشر موسمًا وسجل خلالها 24 هدفًا ضمن 389 مباراة. حيث فاز في ثلاثة مواسم بالكأس وفي موسم واحد بالدوري.
خاض باولو نيجرو مسيرته مع نادي بريشيا في موسم 1989–90 في المرة الأولى لمدة موسم واحد ثم في موسم 1992–93 لمدة موسم واحد، مشاركًا طوالها في 26 مباراة سجل خلالها هدفًا واحدًا. ثم انتقل إلى نادي بولونيا في موسم 1990–91 ولمدة موسمين، حيث شارك في 49 مباراة ولم يسجل أي هدف. لينتقل بعدها إلى نادي لاتسيو في موسم 1993–94 ليلعب معه اثنا عشر موسمًا، مشاركًا في 264 مباراة سجل خلالها 19 هدفًا. ثم انتقل إلى نادي سيينا في موسم 2005–06 ولمدة موسمين، مشاركًا في 50 مباراة سجل خلالها 4 أهداف.

## روابط خارجية
- باولو نيجرو على موقع الاتحاد الأوربي (الإنجليزية)
- باولو نيجرو على موقع قاعدة بيانات كرة القدم.إي يو (الإنجليزية)
- باولو نيجرو على موقع ناشيونال فوتبول تيمز (الإنجليزية)
- باولو نيجرو على موقع Soccerway.com (الإنجليزية)
- باولو نيجرو على موقع عالم كرة القدم.نت (الإنجليزية)